# Búscalo
Albums de Antidoping
Un Lustro Inyectando Ruido Positivo
(1998)
Bùscalo est le premier album du groupe mexicain Antidoping, sorti en 1996.

## Liste des titres
1. Ardiendub
2. Aqui Jah
3. Vengan
4. A la vuelta de la esquina
5. Los ninos de jah
6. Sangre de fuego
7. La noche cayo en el barrio
8. La solucion
9. Jamsvy
10. Mandela
11. Como hacer saber el camino
12. Sotano
13. Mandela Dub